# Juan Carlos Tabío
Juan Carlos Tabío (ur. 3 września 1943 w Hawanie, zm. 18 stycznia 2021 tamże) – kubański reżyser i scenarzysta filmowy.
Największe sukcesy odniósł współpracując w reżyserskim tandemie z Tomásem Gutiérrezem Aleą. Wspólnie nakręcili film Truskawki i czekolada (1993), opowiadający o homoseksualnej relacji łączącej dwóch zupełnie od siebie odmiennych mężczyzn. Obraz zdobył Srebrnego Niedźwiedzia – Nagrodę Specjalną Jury oraz nagrodę publiczności dla najlepszego filmu o tematyce LGBT na 44. MFF w Berlinie. Pozostaje on wciąż jedynym kubańskim filmem nominowanym do Oscara dla najlepszego filmu nieanglojęzycznego. Z Aleą Tabío wyreżyserował również kolejny film Guantanamera (1995).
W swoich samodzielnych filmach przedstawiał absurdy życia w komunistycznej Kubie w satyryczny sposób. Były wśród nich m.in. Se permuta (1985), Słoń i rower (1994), Lista kolejkowa (2000), Róg obfitości (2008) oraz jedna z nowel filmu 7 dni w Hawanie (2012).